# Leonhardskapelle (München)

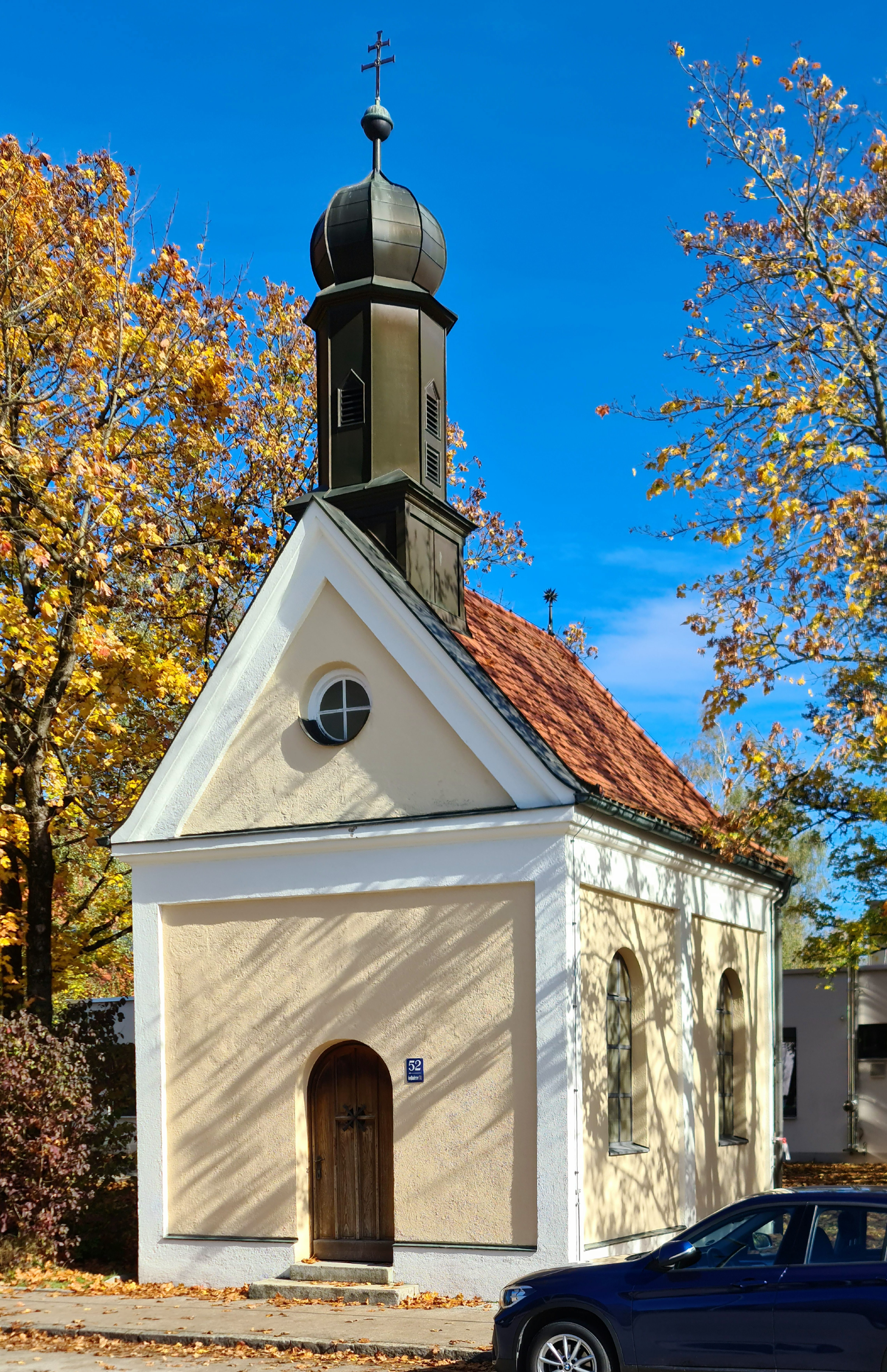
Kapelle St. Leonhard

Die Kapelle St. Leonhard (oder Leonhardskapelle) ist ein Kirchengebäude der römisch-katholischen Kirche in München. Es ist dem heiligen Leonhard von Limoges gewidmet. Die Kapelle ist als Baudenkmal in die Bayerische Denkmalliste eingetragen.

## Beschreibung
Die Kapelle St. Leonhard liegt in Kleinhadern im Stadtbezirk Hadern am Ende der Großhaderner Straße kurz vor der A 96 in direkter Nachbarschaft des Stürzerhofs. Daher wird sie auch als „Stürzerkapelle“ bezeichnet. Hier befand sich ursprünglich das Ortszentrum von Kleinhadern. Die Pfarrkirche St. Peter liegt etwa 1 km weiter südlich in Großhadern, in Kleinhadern gab es immer nur eine kleine Kapelle als Andachtsraum. Anstelle eines baufällig gewordenen Vorgängerbaus, der sich ursprünglich auf der anderen Straßenseite befand und einem Gasthof-Neubau weichen musste, wurde die heutige Kapelle 1894/95 errichtet.

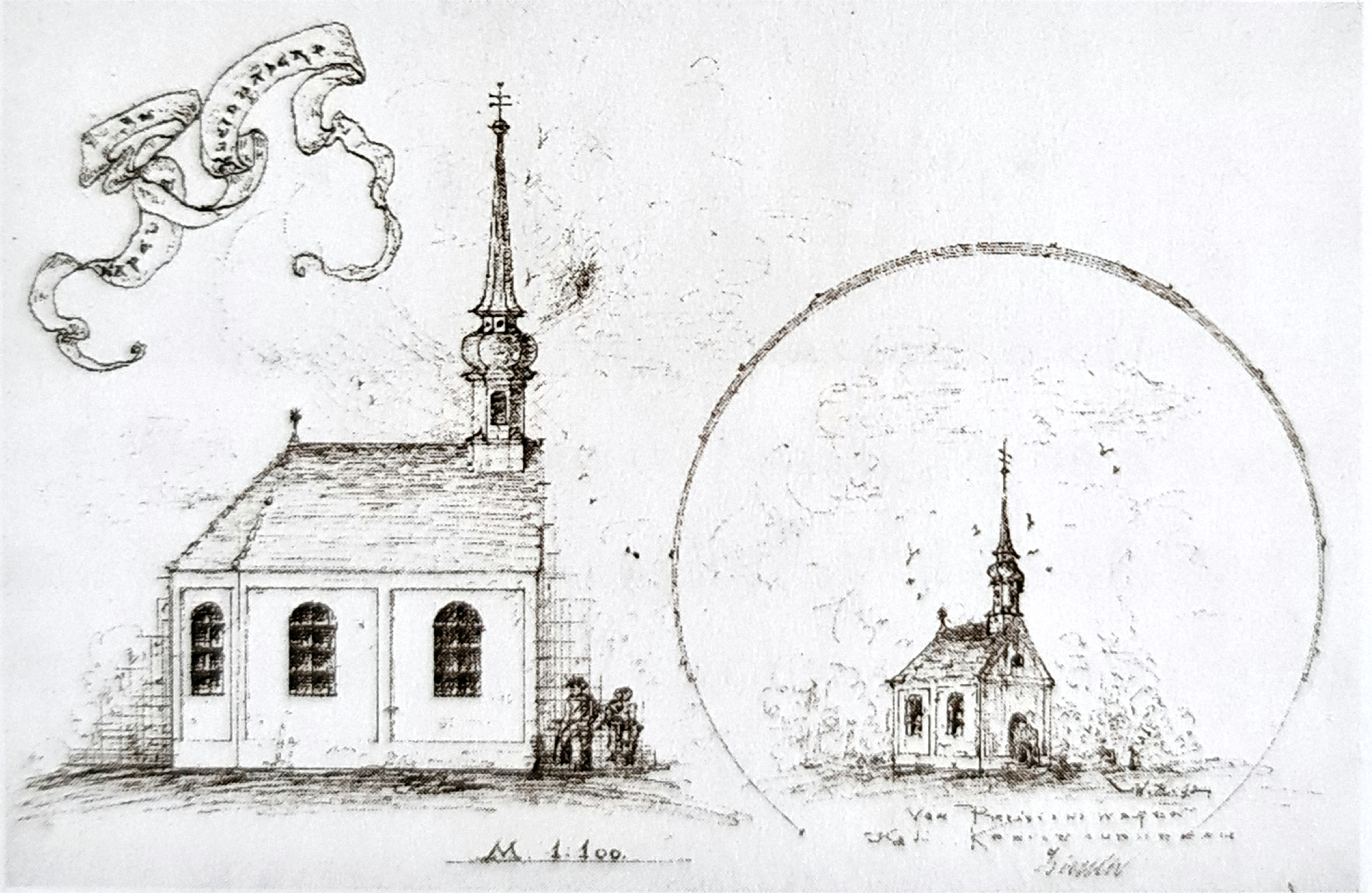
Planskizze von 1892

Die Kapelle ist ein in West-Ost-Richtung verlaufender, etwa 6 m langer Satteldachbau mit Apsis. Über der fensterlosen Westfassade mit der rundbogigen Eingangstüre sitzt ein Dreiecksgiebel mit einem Rundfenster. Die Seitenwände mit den Rundbogenfenstern sind durch Lisenen gegliedert. Auf der Westseite des Dachs sitzt ein Dachreiter mit Zwiebelhaube.
Zusammen mit dem ebenfalls denkmalgeschützten Stürzerhof und dem gegenüber gelegenen nach 1890 errichteten ehemaligen Gasthof Kleinhadern (später Gasthof Schienhammer, jetzt griechisches Restaurant Santorini) ist die Leonhardskapelle der letzte erhaltene Rest der ehemals dörflichen Bebauung im Ortskern von Kleinhadern.